# Zawietienskij
Zawietienskij (ros. Заветенский) – chutor w zachodniej Rosji, w sielsowiecie prilepskim rejonu konyszowskiego w obwodzie kurskim.

## Geografia
Miejscowość położona jest nad Płatawką (lewy dopływ Swapy), 6 km od centrum administracyjnego sielsowietu (Prilepy), 6 km na południowy zachód od centrum administracyjnego rejonu (Konyszowka), 66,5 km na zachód od Kurska.
W chutorze znajduje się 25 posesji.
Klimat
Miejscowość, jak i cały rejon, znajduje się w strefie klimatu kontynentalnego z łagodnym ciepłym latem i równomiernie rozłożonymi opadami rocznymi (Dfb w klasyfikacji klimatów Köppena).

## Demografia
W 2010 r. miejscowość zamieszkiwało 5 osób.